# サチコさんのドレス
『サチコさんのドレス』は、 2021年11月27日に北海道新聞社から出版された絵本。釧路市生まれの直木賞作家桜木紫乃が文章を札幌市生まれの絵本作家・そらが絵を担当した作品。札幌市在住のスタイリストで車椅子でも着られるウエディングドレスの活動を続ける石切山祥子（いしきりやま さちこ）をモデルにした絵本。

## 概要
車椅子生活の「なっちゃん」が結婚することになり、ウェディングドレスを作ることになりました。サチコさんが、さまざまなアイデアで車椅子でも簡単に着れるウェディングドレスを作っていく物語。
石切山祥子が活動している車椅子でも着られるウエディングドレス（ユニバーサルデザインドレスのファッションショー）の取り組みに共感した桜木紫乃が絵本の制作を発案し、北海道新聞社から2021年11月27日に出版された。

## 書籍
- 出版社： 北海道新聞社 ISBN 978-4-86721-042-0
- 発行日： 2021年11月27日
- 判型：B5変型判
- 寸法：23.6 x 18.7 x 0.9 cm
- 頁数：32頁